# خمیس (استان جلفه)
خمیس (به عربی: الخمیس) یک شهرداری در الجزایر است که در استان جلفه واقع شده‌است. خمیس ۴٬۷۶۹ نفر جمعیت دارد.